# Vladimir Pochil'ko
Vladimir Ivanovič Pochil'ko (in russo Владимир Иванович Похилько?; Mosca, 7 aprile 1954 – Palo Alto, 21 settembre 1998) è stato uno psicologo, imprenditore e autore di videogiochi russo.

## Biografia
Laureato in psicologia presso l'Università Statale di Mosca, si era specializzato in interazione uomo-computer e ricevette un PhD nel 1985 dall'istituto di psicologia dell'Accademia delle scienze dell'URSS. Nel 1986 confondò l'Associazione moscovita di esperti nei metodi psicologici computerizzati. Con i suoi colleghi sviluppò i sistemi psicologici KELLY (sistema di acquisizione conoscenza basato sulla "griglia di repertorio" di George Kelly) e TUZAL (thesaurus informatico dei tratti della personalità).
Interessato dall'uso dei rompicapo come test psicologici, era amico di Aleksej Leonidovič Pažitnov, creatore del videogioco Tetris. Quando Pažitnov gli mostrò il gioco, Pochil'ko ne vide subito le potenzialità e spinse l'amico a cercare di pubblicarlo.
In seguito collaborò con Pažitnov alla concezione di diversi videogiochi, tra cui alcuni seguiti di Tetris usciti nei primi anni '90.
Nel 1988 fondò a San Francisco la software house AnimaTek International Inc. insieme a Pažitnov e Henk Rogers. L'azienda si specializzò in terreni e personaggi generati al computer per l'industria videoludica. Pochil'ko ne divenne presidente e Rogers amministratore e maggiore azionista. Pochil'ko e Pažitnov immigrarono negli Stati Uniti d'America nel 1991. Nel 1998 70 degli 82 dipendenti dell'azienda lavoravano in Russia.
Forse in seguito ai gravi problemi finanziari della AnimaTek, nel 1998 Pochilko uccise la moglie Elena Fedotova di 38 anni e il figlio Peter di 12 nel sonno, suicidandosi successivamente. Lasciò una nota scritta semiconfusionale: "I've been eaten alive.  Vladimir.  Just remember that I am exist.  The davil" ("Sono stato mangiato vivo. Vladimir. Ricordati solo che io esisto. Il diavolo").

## Videogiochi
Elenco approssimativo dei videogiochi accreditati a Pochil'ko, con relativo ruolo:
- Magnetic Crane (1989) - ideazione (con Pažitnov)
- Hatris (1990) - concetto e sviluppo originario (con Pažitnov)
- Faces (1990) - concetto originario (con Pažitnov)
- Super Tetris (1991) - concetto e design originari (con Pažitnov e altri)
- El-Fish (1993) - concetto originario (con Pažitnov), game director, progettazione interfaccia (con altri)
- Ice & Fire (1995) - concetto e direzione (con Pažitnov)
- Microsoft Pandora's Box (1999) - design aggiuntivo (Find and Fill, Image Hole)

Alla AnimaTek come azienda sono accreditati lo sviluppo di El-Fish e Ice & Fire, i filmati di Final Fantasy Tactics (1997) e il motore grafico di Godzilla Online (1998).